# Imaginary Friend
"Imaginary Friend" é uma canção da cantora dinamarquesa MØ, gravada para seu segundo álbum de estúdio, Forever Neverland (2018). A música foi escrita pela intérprete com o auxílio de Noonie Bao, Billy Walsh e seu produtor Illangelo. Foi lançada como o quarto single do álbum em 21 de setembro de 2018 pela Columbia Records.

## Videoclipe
O videoclipe oficial foi lançado juntamente com a faixa, no dia 21 de setembro de 2018, em seu canal oficial no YouTube. Conta com a produção da própria MØ e do diretor Jonas Bang, com produção de Mads Buhl.

## Créditos
Todo o processo de elaboração de "Imaginary Friend" atribui os seguintes créditos:
Produção
- Karen Marie Ørsted — vocais, composição, letras
- Carlo Montagnese — composição, letras, produção, produtor executivo, engenharia, mixagem
- Noonie Bao — composição, letras
- Billy Walsh — composição, letras
- Jesse McKinty — guitarra, trompete
- Chris Athens — masterização

## Histórico de lançamento
| Região | Data                   | Formato                    | Versão   | Gravadora | Ref.        |
| ------ | ---------------------- | -------------------------- | -------- | --------- | ----------- |
| Várias | 21 de setembro de 2018 | Download digital streaming | Original | Columbia  | [ 4 ] [ 5 ] |